# Fästningsterrassen

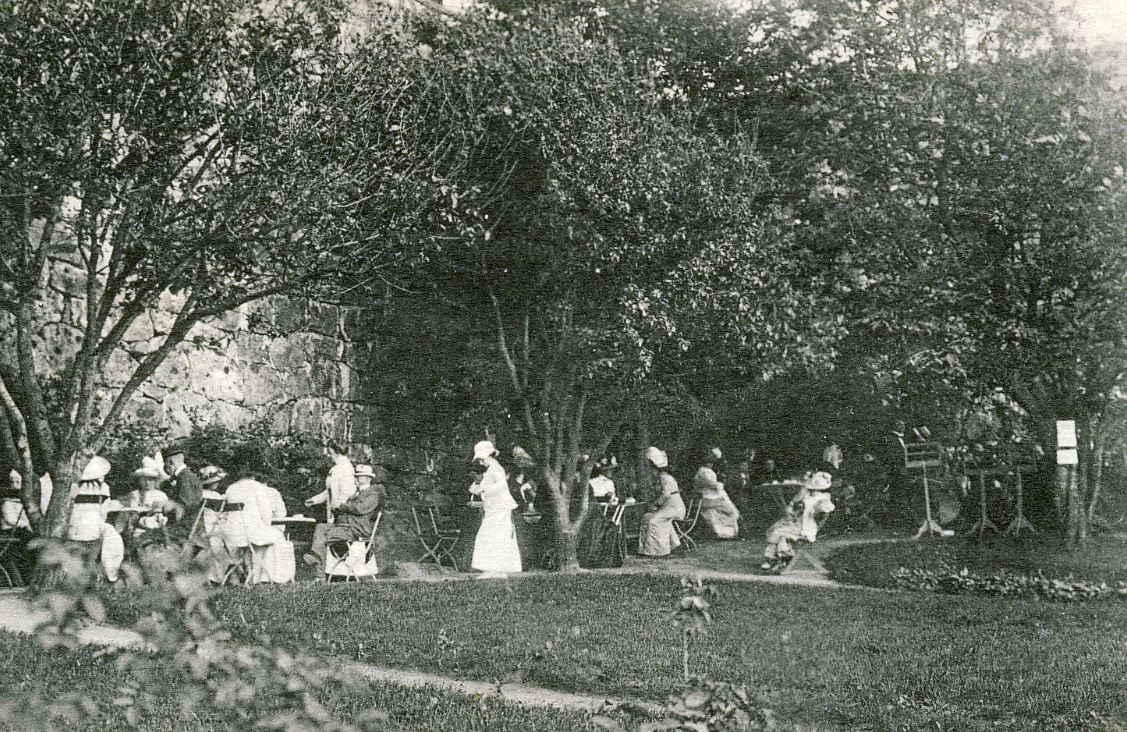
Fästningsterrassen anno dazumal.

Fästningsterrassen i Varberg är en välkänd sommarservering vid Strandpromenaden, på västsidan av Varbergs fästning. Belägen i skydd av fästningsmurarna, på en plats som även kallats 'Drottning Blankas örtagård'. 
En gång en exklusiv servering, startad 1919 av konditor Åke Jönsson, nu omvandlad till självservering av modernt slag. Terrassen i sig har äldre anor och förekommer bland annat på kända vykort från 1910. Här har man vidsträckt utsikt över Kattegatt, Skrivarklippan och inloppet till Varbergs hamn. 
Under en följd av år har en trio med det välfunna namnet "Wienerbröderna" svarat för musikunderhållning under vissa kvällar.